# USS Michael Monsoor (DDG-1001)
USS Michael Monsoor — есмінець ВМС США типу Зумвольт. Корабель було побудовано із широким використанням технологій зменшення радіолокаційної помітності та призначений для боротьби з ворожою авіацією, підтримки військ з моря, ударів по наземних цілях. Корабель має довжину 180 м, ширину 24,6 м та тоннаж приблизно 15 000 тонн. Екіпаж корабля складає 148 офіцерів і матросів. Есмінець може розвивати швидкість понад 30 вузлів (56 км/год).

## Назва
Корабель названий на честь американського офіцера, каптенармуса другого класу Майкла А. Монсура (1981—2006), який героїчно загинув під час війни в Іраку і посмертно нагороджений медаллю Пошани.